# Anastygmat

Anastigmat (Protar) z 1890

Anastygmat – obiektyw fotograficzny ze skorygowaną aberracją sferyczną, komą i astygmatyzmem.
Pierwszym obiektywem tego typu był powstały około 1866 r. koncentryczny obiektyw Rossa. Bardziej znanym, jaśniejszym i udanym rozwiązaniem były zaprojektowane w latach 1890–1893, przez Paula Rudolpha z zakładów Zeissa, obiektywy serii początkowo znanej jako Anastigmaty (później przemianowane na Protary). Praktycznie wszystkie współczesne obiektywy fotograficzne są anastygmatami.